# Edwiga z Wessexu
Edwiga z Wessexu, též Eadgifu (anglosasky Ēadgifu; 902/903, Wessex – po 955), byla západofranská královna, druhá manželka krále Karla III.

## Život
Edwiga byla dcerou anglického krále Eduarda I. a jeho druhé manželky Ælfflæd. 10. února 919 se provdala za západofranského krále Karla III., jehož první manželka Frederuna zemřela poté, co ji Karel vyhnal po narození šesti dcer.
Karlovi porodila následníka trůnu Ludvíka. Karel byl ale v bojích o moc v roce 923 sesazen a uvězněn, Edwiga proto uprchla i se synem k příbuzným do Anglie, kde Ludvíka vychovávala. Po Ludvíkově nástupu na trůn v roce 936 se vrátila do Západofranské říše a stala se abatyší v klášteře v Laonu. Roku 951 klášter opustila a provdala se za Herberta III., hraběte z Vermandois. Manželství bylo bezdětné. Zemřela po roce 955.